# Byrd Township (Missouri)
Die Byrd Township ist eine von 10 Townships im Cape Girardeau County im Südosten des US-amerikanischen Bundesstaates Missouri. Das U.S. Census Bureau hat bei der Volkszählung 2020 eine Einwohnerzahl von 21.079 ermittelt.

## Geografie
Die Byrd Township liegt am östlichen Abhang des Ozark-Plateaus zum Tal des Mississippi River, der rund 10 km weiter östlich die Grenze zu Illinois bildet.
Die Byrd Township liegt auf 37°23′28″ nördlicher Breite und 89°40′02″ westlicher Länge und erstreckt sich über 162,23 km². 
Die Byrd Township grenzt innerhalb des  Cape Girardeau County im Norden an die Apple Creek Township, im Nordosten an die Shawnee Township, im Osten an die Randol Township, im Südosten an die Cape Girardeau Township, im Süden an die Hubble Township, im Südwesten an die Kinder Township und im Nordwesten an die Whitewater Township.

## Verkehr
Durch den Osten der Township verläuft parallel zum Mississippi die Interstate 55, die die kürzeste Verbindung von St. Louis nach Memphis bildet. Im Nordosten der Township kreuzt der U.S. Highway 61, der ebenfalls parallel zum Mississippi verläuft. Durch die Byrd Township verlaufen außerdem die vom Mississippi nach Westen führenden Missouri State Routes 34 und 72.
Der nächstgelegene Flughafen ist der rund 25 km südöstlich gelegene Cape Girardeau Regional Airport in Cape Girardeau, der größten Stadt im County und Zentrum der Region an der Schnittstelle von Illinois und Missouri.

## Bevölkerung
Bei der Volkszählung im Jahr 2010 hatte die Township 18.646 Einwohner. Die Bevölkerung der Township lebt überwiegend in der selbstständigen Gemeinde Jackson (mit dem Status „City“), wo sich auch der Verwaltungssitz des Countys befindet. Ein kleiner Teil lebt über die Township verstreut und in der gemeindefreien Siedlung („Unincorporated Community“) Fruitland, die aber überwiegend in der Randol Township liegt.